# Röjningsröse

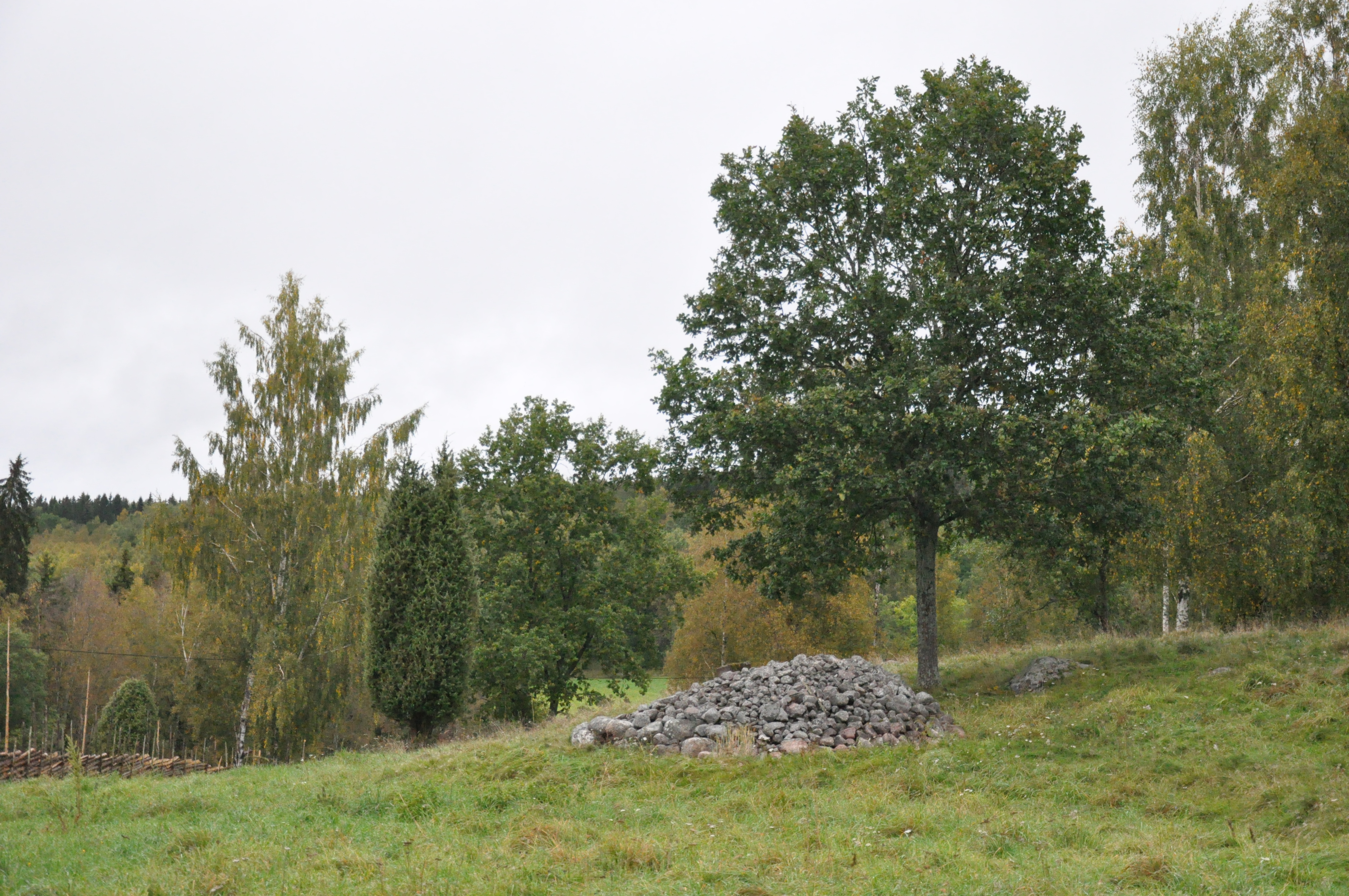
Röjningsröse i Smedstorp, Ydre kommun.

Röjningsröse är stenrösen som har uppkommit då man har röjt mark, i regel för odling men ibland även för annan verksamhet. När röset tillkommit vid stenröjning av odlingsmark benämns det även odlingsrösen. En äldre benämning på röjningsrösen i södra Sverige är hackerör (även hackarerör, hackhem) som etymologiskt antas härstamma från en avlägsen "hackaretid", då odlingen bedrevs med hacka. Hackerör kan också i vetenskapliga sammanhang avse röjningsrösen av äldre typ.
I Sverige är äldre röjningsrösen vanligast i Svea- och Götaland. De har tillkommit under hela det förindustriella jordbrukets tid då tidigare obrukad jord röjts upp för odling eller redan brukad jord anpassats för nya redskap, från brons- och järnåldern till in på 1900-talet. Äldre röjningsrösen räknas som fornlämningar och områden av röjningsrösen klassificeras av Riksantikvarieämbetet som fossil åkermark.

## Hackhemman
I svensk folktro var hackhemman en gammal odlingsplats med stengärdesgårdar och rösen ute i markerna. Man antog att de tidigare jordbrukarna hade varit småväxta och därför var deras murar och rösen så låga. De ska ha bott i rishyddor eller jordkulor och ha bakat sitt bröd på flata stenar samt ha haft hackan som sitt viktigaste redskap. Forna tiders svenskar funderade mycket över vilka dessa människor kan ha varit och därvid nämns särskilt ofta samer eller frigivna trälar. Märkligt nog används ordet hackhemman i sägnerna ibland även för brukarna av dessa hemman.